# بقاع صفرین
بقاع صفرین (به عربی: بقاع صفرین) یک منطقهٔ مسکونی در لبنان است که در شهرستان منیه ضنیه واقع شده‌است. بقاع صفرین ۹۶٫۸۵ کیلومتر مربع مساحت دارد.